# タカネヒカゲ
タカネヒカゲ（高嶺日陰、学名：Oeneis norna (Thunberg)）は、チョウ目（鱗翅目）タテハチョウ科ジャノメチョウ亜科に属するチョウの一つ。

## 概要
環境省指定絶滅危惧種。北アルプス・八ヶ岳およびその周辺の高山帯にのみ分布する。翅表はベージュ色、翅裏は濃い茶色の草ずり模様で静止すると風景にまぎれる。ジャノメチョウ科特有の蛇の目紋は前翅に2個・後翅に1個と少なくまた不明瞭。あまり長くは飛ばず、岩の上などで体を横に倒し日光浴をする姿が観察される。訪花習性あり。
成虫になるまで足掛け3年かかる。越冬態は第一冬が2齢もしくは3齢幼虫、第二冬は5齢幼虫。食草はカヤツリグサ科のイワスゲ・ヒメスゲなど。成虫は7～8月にのみ発生する。
田淵行男は本種をハイマツ仙人と呼んでいた。

## 分布
国内では北アルプス・八ヶ岳にのみ生息する。北アルプス亜種は環境省カテゴリ準絶滅危惧、八ヶ岳亜種は同絶滅危惧IA類に選定されている。
国外ではスカンディナヴィア半島北部・シベリアなど、北極を囲む寒冷地（周極要素）。

## 種の保全状況評価
タカネヒカゲ北アルプス亜種　O. n. asamana (Matsumura)
- 準絶滅危惧（NT）（環境省レッドリスト）

タカネヒカゲ八ヶ岳亜種　O. n. sugitanii (Shirozu)
- 絶滅危惧IA類 (CR)（環境省レッドリスト）

- 国内希少野生動植物種(2021年1月）